# Staro Gracko
Grackë e Vjetër en albanais et Staro Gracko en serbe latin (en serbe cyrillique : Старо Грацко) est une localité du Kosovo située dans la commune/municipalité de Lipjan/Lipljan, district de Pristina (Kosovo) ou district de Kosovo (Serbie). Selon le recensement kosovar de 2011, elle compte 383 habitants.

## Histoire
Le 23 juillet 1999 se déroule le massacre de Staro Gracko (en) (en serbe :Масакр у Старом Грацком, en albanais: Masakra në Grackën e Vjetër). Il s'agit de l'exécution de 14 agriculteurs serbes du Kosovo dans le village. Le massacre a lieu après le retrait des troupes yougoslaves de la région, il est le crime le plus grave perpétré au Kosovo depuis la fin du conflit en juin 1999.

## Démographie

### Évolution historique de la population dans la localité
| 1948 | 1953 | 1961 | 1971 | 1981 | 1991 | 2011 |
| ---- | ---- | ---- | ---- | ---- | ---- | ---- |
| 310  | 410  | 313  | 356  | 407  | 405  | 383  |

|  |

### Répartition de la population par nationalités (2011)
En 2011, les Albanais représentaient 91,38 % de la population et les Serbes 5,22 %.